# Succubus

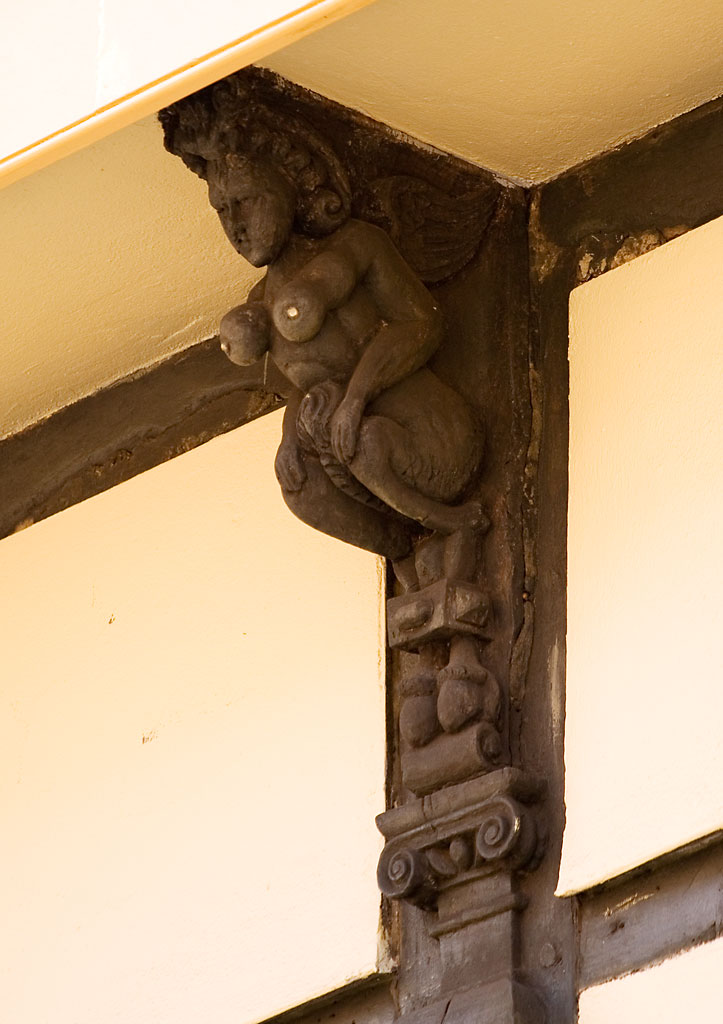

Succubus (plural succubi) sau sucub este un spirit sau demon feminin suprasexualizat, ce apare în legendele medievale și despre care se spune ca ar fi o apariție fantomatică trimisă pentru a stârni apetitul sexual al unui bărbat.
Acest demon, care ia forma unei femei frumoase, seduce bărbații, în vise, în special călugări, spre a avea apoi relații sexuale cu ei, în somn.
Aceasta ia energia din bărbați, pentru a se menține pe sine însăși, chiar și până când victima moare.
Varianta masculină a acestui tip de demon se numește Incubus.